# Pamela Melroy
Pamela Anne Melroy (Palo Alto, California, 17 de septiembre de 1961) es una oficial retirada de la Fuerza Aérea de los Estados Unidos y astronauta estadounidense. Sirvió como piloto en las misiones del transbordador espacial STS-92 y STS-112 y comandó la misión STS-120 antes de abandonar la agencia en agosto de 2009. Después de desempeñarse como gerente adjunto del programa Iniciativas de Exploración Espacial con la empresa Lockheed Martin, se unió a la Administración de Aviación en 2011, donde trabajó como asesora técnica sénior y directora de operaciones de campo para la Oficina de Transporte Espacial Comercial de la Administración Federal de Aviación (FAA).
En 2013, dejó la FAA y se unió a la DARPA como subdirectora de la Oficina de Tecnología Táctica. Dejó la agencia en febrero de 2017.

## Biografía
Pamela Melroy nació en Palo Alto, California, se graduó en la escuela secundaria Bishop Kearney en 1979 y realizó una licenciatura en física y astronomía por el Wellesley College en 1983. También obtuvo una maestría en ciencias planetarias y de la Tierra por el Instituto de Tecnología de Massachusetts en 1984. El 18 de mayo de 2008, recibió un título honorífico del Iona College, en New Rochelle, Nueva York.

### Carrera militar
Fue comisionada a través del programa Air Force Reserve Officer Training Corps (ROTC) de la Fuerza Aérea en 1983. Después de completar una maestría, asistió al Entrenamiento Piloto de Pregrado en la Base Reese de la Fuerza Aérea, en Lubbock, Texas y se graduó en 1985. Voló en el KC-10 durante seis años en la Barksdale Air Base de la Fuerza, en Bossier City, Luisiana, como copiloto, comandante de la aeronave y piloto instructor. Es una veterana que participó en la invasión estadounidense de Panamá de 1989 y la guerra del Golfo, con más de 200 horas de combate. En junio de 1991, asistió a la Escuela de Pilotos de Pruebas de la Fuerza Aérea en la Base de la Fuerza Aérea Edwards, California. Después de su graduación, fue asignada a la Fuerza de prueba combinada C-17, donde se desempeñó como piloto de pruebas hasta su selección para el programa de astronautas. Ha registrado más de 5.000 horas de vuelo en más de 50 aviones diferentes. Se retiró de la Fuerza Aérea en febrero de 2007.

## Carrera en la NASA

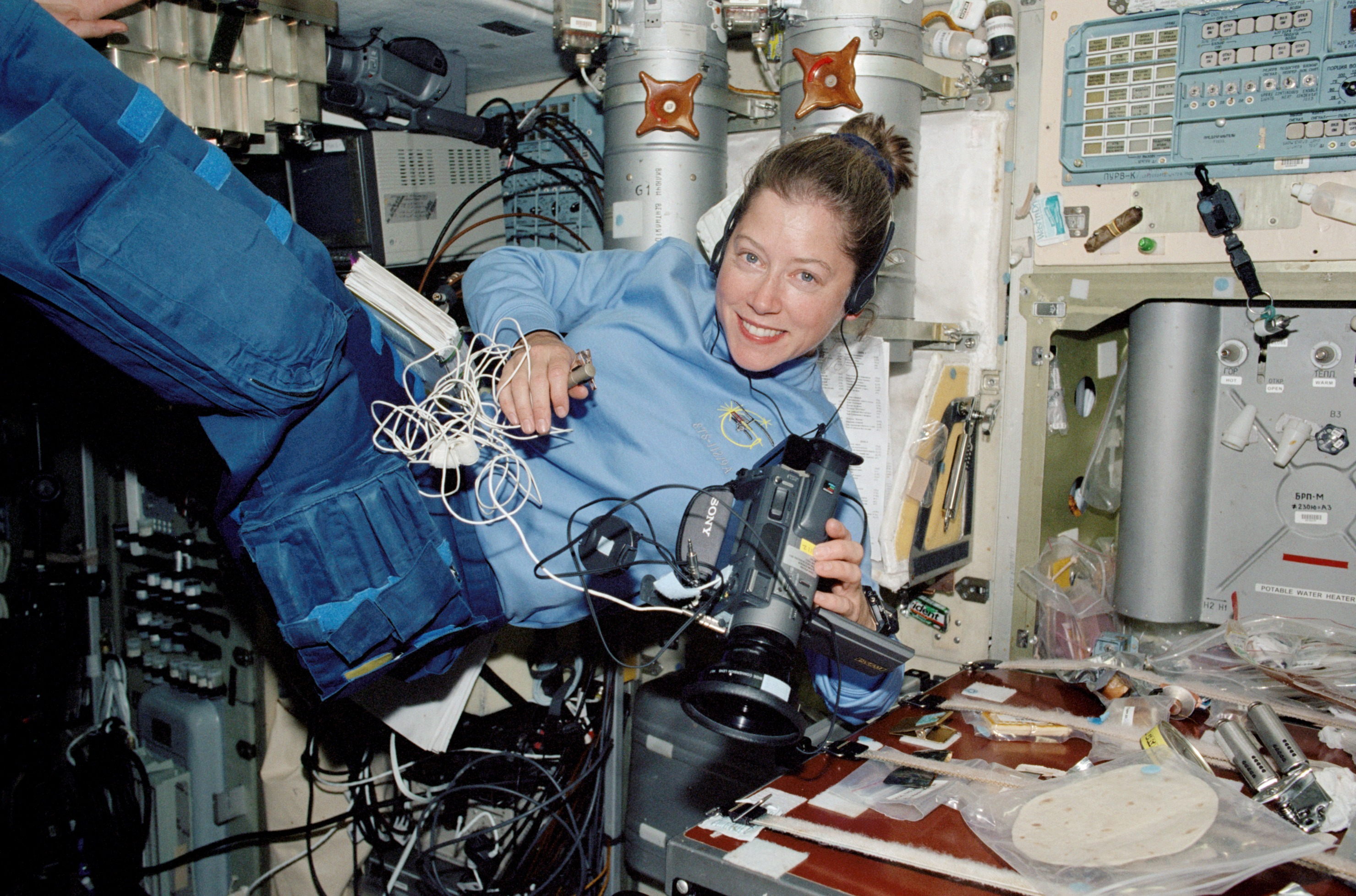
Pamela Melroy durante la misión STS-112 en 2002

Fue seleccionada como candidata a astronauta por la NASA en diciembre de 1994, y se trasladó al Centro Espacial Johnson en marzo de 1995. Completó un año de capacitación y evaluación y fue elegida para la asignación de vuelos como piloto de transbordadores. Inicialmente se le asignaron tareas de soporte para astronautas para el lanzamiento y el aterrizaje, y también trabajó en proyectos avanzados para la Astronaut Office. También realizó tareas de comunicadora de cápsula (CAPCOM) en el control de la misión. Se desempeñó en el equipo de reconstrucción del Columbia como líder del módulo de tripulación y se desempeñó como gerente adjunto del proyecto para el equipo de investigación de supervivencia de la tripulación del Columbia. En su posición final, se desempeñó como jefe de sucursal de la sucursal de Orión de la Oficina de Astronautas.
Sirvió como piloto en dos vuelos, la STS-92 en el 2000 y la STS-112 en 2002, y fue comandante de misión en la STS-120 en 2007, convirtiéndose en la segunda mujer en comandar una misión de transbordador espacial después de Eileen Collins. La tripulación del STS-120 visitó la estación durante la Expedición 16, comandada por Peggy Whitson. Whitson fue la primera mujer comandante de ISS, por lo que la misión STS-120 fue la primera ocasión en que dos comandantes de misión estaban en órbita al mismo tiempo. Ha registrado más de 924 horas (más de 38 días) en el espacio.

### STS-92

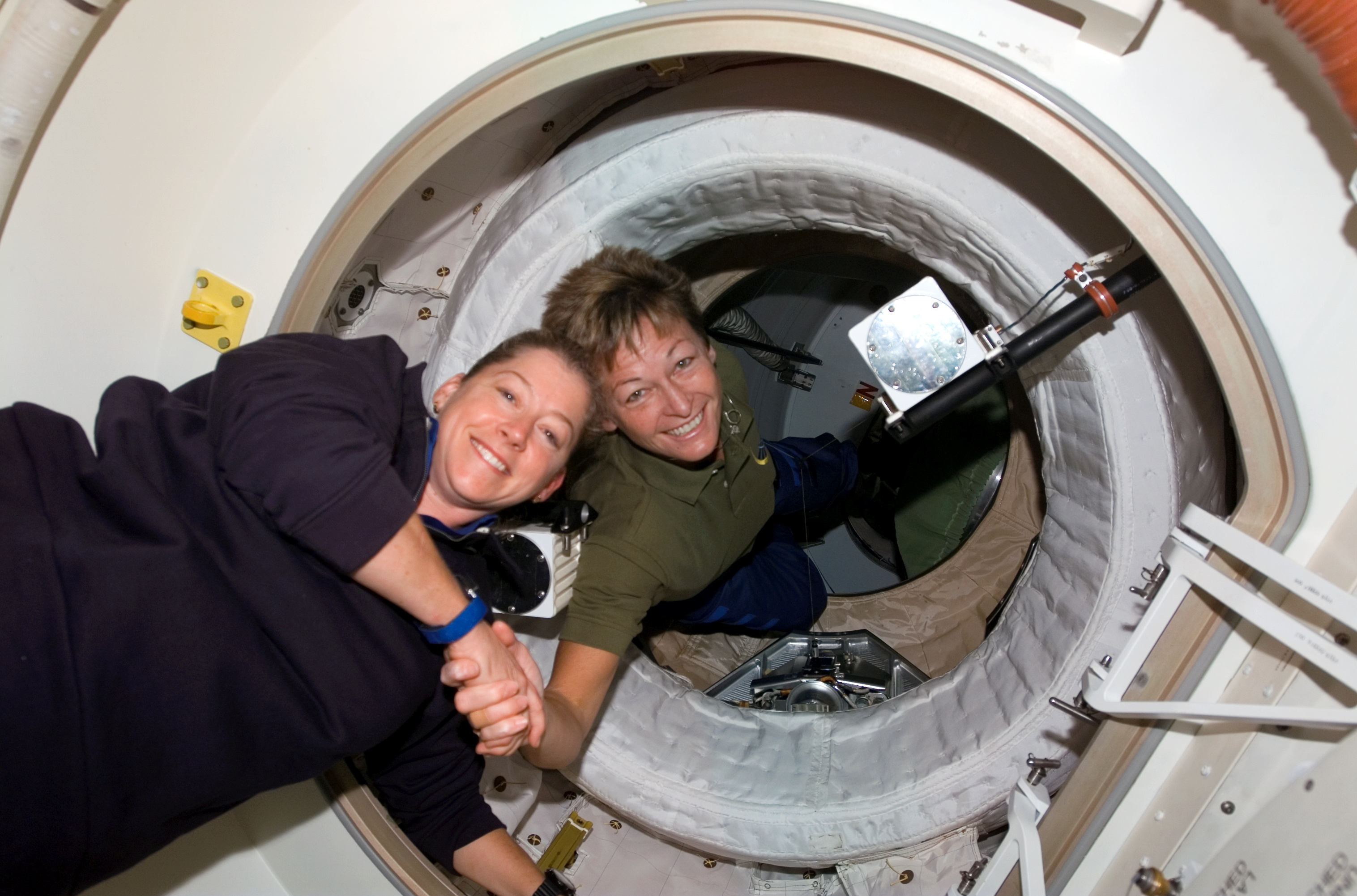
Pamela y Peggy Whitson durante la visita a la estación espacial en la misión STS-120

La STS-92 Discovery, del 11 al 24 de octubre del 2000, se lanzó desde el Centro Espacial Kennedy, Florida, y volvió a aterrizar en la Base Aérea Edwards de California. Durante el vuelo de 13 días, los siete miembros de la tripulación unieron el Z1 Truss y el adaptador de acoplamiento presurizado 3 a la Estación Espacial Internacional utilizando el brazo robótico del Discovery y realizaron cuatro caminatas espaciales para configurar estos elementos. Esta expansión del ISS abrió la puerta para futuras misiones de ensamblaje y preparó la estación para su primera tripulación residente. La misión STS-92 se llevó a cabo en 202 órbitas alrededor de la Tierra en 12 días, 21 horas, 40 minutos y 25 segundos.

### STS-112
La STS-112 Atlantis, del 7 al 18 de octubre de 2002, se lanzó y aterrizó en el Centro Espacial Kennedy, Florida. Era una misión de ensamblaje de la Estación Espacial Internacional durante la cual la tripulación realizó operaciones conjuntas con la Expedition-5, entregando e instalando el S1 Truss (la tercera pieza de la estructura de armadura formada por 11 piezas de la estación). Hicieron falta tres caminatas espaciales para equipar y activar el nuevo componente, durante la cual Melroy actuó como instructora interna de la caminata espacial. La STS-112 fue la primera misión del transbordador en utilizar una cámara en el tanque externo, proporcionando una vista en vivo del lanzamiento a los controladores de vuelo y a los televidentes de la NASA. La misión se llevó a cabo en 170 órbitas alrededor de la Tierra en 10 días, 19 horas y 58 minutos.

### STS-120
La STS-120 Discovery, del 23 de octubre al 7 de noviembre de 2007, se lanzó y aterrizó en el Centro Espacial Kennedy, Florida. Durante la misión, el elemento Harmony (Nodo 2) fue entregado a la Estación Espacial Internacional. Este elemento abrió la capacidad para que futuros laboratorios internacionales fueran agregados a la estación. Además, el Solar Array P6 fue reubicado desde el Z1 Truss al extremo del lado a babor de la estructura integrada del Truss. Durante la reinstalación de la matriz, los paneles de la matriz se engancharon y sufrieron daños, pero se realizó una caminata espacial no planificada con éxito para reparar la matriz. La misión se llevó a cabo en 238 órbitas alrededor de la Tierra en 15 días, 2 horas y 23 minutos.

Emblemas de las misiones
Misión STS-92
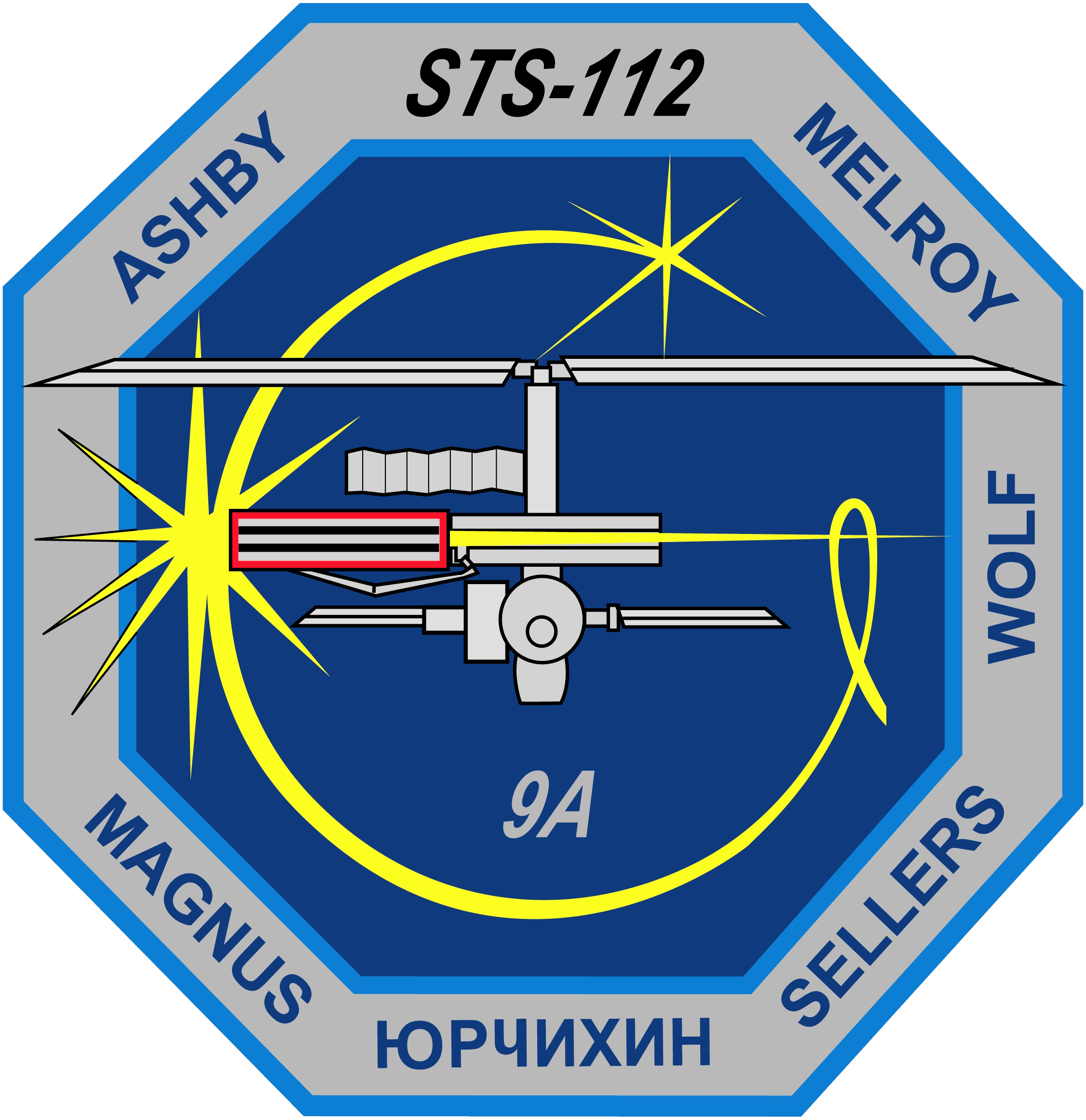
Misión STS-112
Misión STS-120